# Coscinida
Coscinida là một chi nhện trong họ Theridiidae.